# Radio Televizija Vojvodine
Radio Televizija Vojvodine (Servo-Kroatisch: Радио Телевизија Војводине/Radio Televizija Vojvodine, Hongaars: Vajdasági rádió és televízió, Slowaaks: Radio Televizia Vojvodiny, Roemeens: Radioteleviziunea Voivodinei, Russisch: Радіо Телебачення Воєводини; afkorting: РТВ/RTV) is de publieke omroep van de autonome Servische provincie Vojvodina. De omroep begon als radiozender in 1949 als Radio Novi Sad. Later kwam daar Televisie Novi Sad bij. In 1992 kwam het tot een fusie met de omroepen in Belgrado en Pristina en werd een Servische publieke omroep gevormd.
In 2006 werd de omroep gesplitst in een publieke omroep voor Servië en een publieke omroep voor Vojvodina.
De organisatie is gevestigd in Novi Sad en zendt op televisie uit op de kanalen:
- Tv1
- Tv2

Op de radio heeft het drie kanalen:
- Radio1
- Radio2 (24 uurs Hongaarstalige zender: Újvidéki Rádió)
- Radio3 (programma's van de andere minderheden